# Nagy-Záb
A Nagy-Záb (arabul: الزاب الكبير, al-Zāb al-Akbar, törökül: Zap, kurdul: Zêy Badînan) egy megközelítőleg 400 km hosszú folyó Törökország és Irak területén. Forrása a Torosz-hegységben található, a Van-tó szomszédságában, a Tigrisbe torkollik az iraki Moszultól délre. 

## Leírása
A Toros-hegységből, a Van-tó szomszédságából ered, forrása megközelítőleg 3000 m tengerszint feletti magasságban található. Törökország területén a Nagy-Záb Van (tartomány) és Hakkari tartományok területét keresztezi, míg Irakban a Dahúk és Erbíl kormányzóságokon folyik keresztül, torkolatvidékén természetes határt képezve Erbíl és Ninive kormányzóságok közt. 
A folyó hosszét illetően még nem történtek pontos mérések, jelenleg 392 - 473 km közti hosszúságúra becsülik, ebből megközelítőleg 300 km Irak területén található. A Nagy-Záb szabályozása szeszélyessége miatt kívánatos lenne, az idők folyamán már legkevesebb hat tervezet készült erre vonatkozólag, ezek közül azonban csak a Behme gát tervezete jutott el a megvalósítás kezdő fázisáig, azonban az 1990-ben kitört Öbölháború miatt ez a projekt is befejezetlen maradt.

## Történelmi vonatkozásai
A folyó medencéjéből az első emberi életre utaló nyomok az alsó-paleolitikum idejéből keltezhetőek. 
A folyó partján található jelenlegi Arbil város központjában található fellegvár gyakorlatilag egy neolitikumban keletkezett tell település maradványa.
A folyó első említése a III. uri dinasztia idejéből datálható. A későbbiekben a legnagyobb mezopotámiai városok egy jelentős része (Assur, Ninive, Dúr-Sarrukín) a folyó Tigrisbe ömlő torkolatánál jött létre. A későbbiekben, i. e. 331-ben szintén a Nagy-Záb torkolatvidékén zajlott le a gaugamélai csata III. Alexandrosz makedón király és III. Dareiosz perzsa király csapatai közt. 
A korai középkorban szintén a folyó mellett szenvedte el döntő és egyben utolsó vereségét II. Marván, az utolsó Omajjád uralkodó Asz-Szaffáh seregeitől, aki az Abbászida Kalifátus megalapítója lett. 
A 20. század folyamán először az első világháború idején zajlottak súlyos harcok a folyó medencéjének vidékén, majd a század második felétől napjainkig állandó török-kurd konfliktusok színhelye.